# Zé Arigó
José Pedro de Freitas, connu sous le pseudonyme de Zé Arigó, né le 18 octobre 1922 à Congonhas, Minas Gerais (Brésil) et mort le 11 janvier 1971, est un médium brésilien.
Pendant vingt ans, il fut médium à Congonhas dans le Minas Gerais, avec ses interventions chirurgicales faites, comme il disait, par l'intermédiaire de son guide spirituel le docteur Adolph Fritz (pt), un médecin allemand mort en 1918 pendant la Première Guerre mondiale.

## Biographie
Zé Arigó est né en 1922 dans la fazenda do Fria à quelques kilomètres de Congonhas au Brésil. Ses parents sont de simples agriculteurs, qui ont, avec beaucoup de sacrifices, assuré une éducation de base à Zé et à ses sept frères.
Selon ses biographes, il a eu un rêve vers l'année 1950, dans lequel il a entendu une voix qui le tourmentait et qui, d'après lui, provenait d'un personnage chauve au corps corpulent, vêtu d'une veste blanche, et qui se tenait dans une salle d'opération entouré d'un groupe de médecins et d’infirmières dont il était responsable. Ce médecin, le Dr Adolf Frederick Yeperssoven,, deviendra son guide spirituel. Selon Arigo, c'est une force étrangère (celle du Dr Fritz), qui saisit ses mains pour effectuer les opérations délicates, et lui permet d'aider les malades et les désespérés.

« Arigó a été choisi par le Dr Fritz
pour accomplir ses œuvres »

« Arigó foi escolhido para o Dr Fritz
para realizar seus trabalhos. »

— Dr Fritz, durant une session de spiritisme
En 1950, le sénateur Carlos Alberto Lúcio Bittencourt était en campagne électorale pour Getúlio Vargas. Après la campagne électorale, il devait être opéré à Congonhas d'un cancer du poumon. Connaissant Zé Arigó et impressionné par son charisme, il l'invite à assister à une réunion électorale à Belo Horizonte. Les deux hommes sont hébergés dans le même hôtel. Le soir, le sénateur sent la porte de sa chambre s'ouvrir et pense reconnaître Arigo qui s'approche avec un rasoir à la main. Apeuré, il sent une torpeur physique l'envahir et le faire tomber dans une profonde semi-inconscience. Le lendemain matin, il voit que son pyjama est complètement déchiré à l'arrière et couvert de sang déjà séché. La tumeur est enlevée, et comme constaté par les médecins, le sénateur est complètement rétabli.
En 1956, il est accusé d'abus de la profession médicale et condamné à quinze mois de prison, avant d'être gracié par le président Juscelino Kubitschek de Oliveira, qui était médecin de profession.
Toujours en 1962, il est condamné à sept mois de prison pour avoir pratiqué la médecine sans autorisation. Ensuite, en 1963, il est reçu par le président João Goulart et il devient l'infirmier de la fille du président João Baptista Figueiredo.
En 1968, les médecins Laurence John et P. Aile Breveter, de la William Benk Psychic Foundation, arrivent à Congonhas pour faire des recherches sur Zé Arigó. Même s'ils n'aboutissent pas à une conclusion définitive, ils affirment que son cas n'était pas de l'illusion ou de la magie, et déclarent que 95 % de ses diagnostics étaient corrects, et que les actes chirurgicaux qu'il posait résultaient uniquement de sa capacité et étaient explicables seulement par la parapsychologie.[réf. nécessaire]

### Mort
Ses biographes disent qu'en janvier 1971 Zé Arigó a rêvé d'une croix noire, et qu'il était convaincu que sa fin était proche. Le 11 janvier 1971, il annonce à ses amis et patients qu'il doit s'absenter pour se rendre dans une ville voisine afin d'acheter une voiture d'occasion. À 12 h 23, Zé Arigó perd le contrôle de sa Chevrolet Opala qui se déporte sur la voie opposée et entre en collision avec un autre véhicule sur la BR-040 (Brasilia-Rio). Il meurt d'un traumatisme cérébral.[réf. nécessaire]

### Famille
Zé Arigó est le grand-père du chanteur brésilien Pedro De Freitas Ferreira, mieux connu sous le pseudonyme p3dr0p3.[réf. nécessaire]

## Satechniquemédicale
Zé Arigó incorporait des esprits dans son propre corps en même temps qu'il utilisait notamment des couteaux pour extraire rapidement les kystes et les tumeurs aux malades. Les incisions étaient souvent très petites par rapport à la chirurgie canonique. Parfois, lors de son travail, Arigo dictait les ordonnances à ses assistants, qui les laissaient aux patients en convalescence,.